# Ellenzéki Párt
Az Ellenzéki Párt a magyarországi reformellenzék különböző irányzatait egyesítő politikai csoportosulás volt 1847-48-ban.

## Története
A reformkor folyamán kialakuló ellenzéki irányzatok a Nemzeti, majd az ebből kiváló Pesti Kör keretei között szervezték munkájukat. A két szervezet egyesítéséből létrehozott Ellenzéki Kör már a párttá alakulás közvetlen előzményének tekinthető.
Az egységes Ellenzéki Párt létrehozására elsősorban az 1847-ben esedékes országgyűlési követválasztások miatt volt szükség. 1846 novemberében megalakult az udvarhű és reformokra csak korlátozottan nyitott Konzervatív Párt. Ez adta a végső lökést, hogy a korábban Eötvös József vezette centralisták és az ún. municipialisták közötti ellentéteket félre téve, – az 1846. november 15-i előzetes pártalapító gyűlés után hivatalosan – 1847. március 15-én Pesten, az országos ellenzéki konferencia keretében kimondják az Ellenzéki Párt létrejöttét. A párt elnökévé – a létrehozásán sokat fáradozó – Batthyány Lajost választották meg.
Az alakuló ülésen Kossuth Lajos vázolta a párt számára a jórészt általa kidolgozott hivatalos programot, s az ülés végén Petőfi Sándor elszavalta A nép nevében című versét.

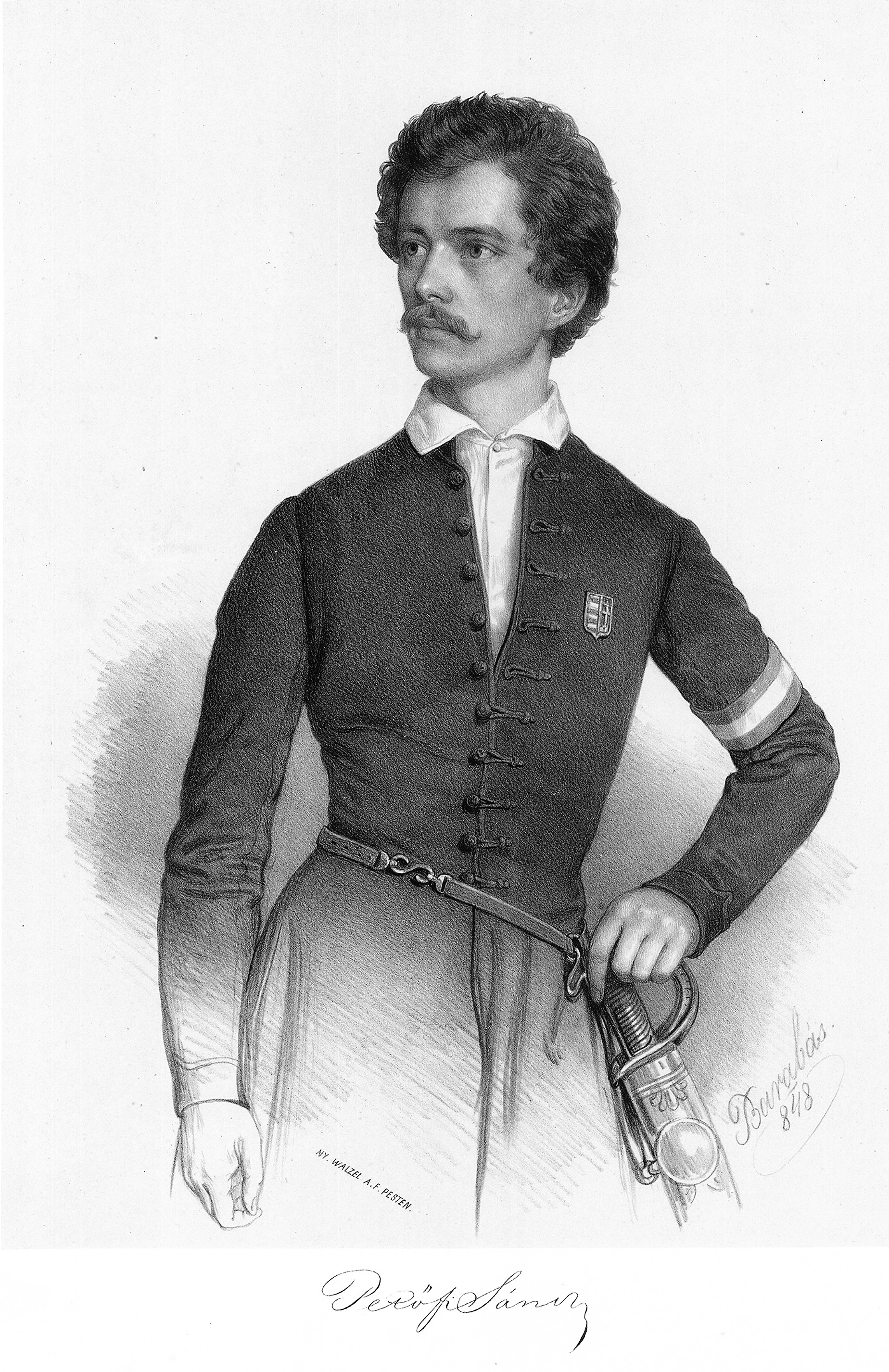
Petőfi Sándor

A NÉP NEVÉBEN
Még kér a nép, most adjatok neki!
Vagy nem tudjátok, mily szörnyű a nép,
Ha fölkel és nem kér, de vesz, ragad?
Nem hallottátok Dózsa György hirét?
Izzó vastrónon őt elégetétek,
De szellemét a tűz nem égeté meg,
Mert az maga tűz; ugy vigyázzatok:
Ismét pusztíthat e láng rajtatok!
S a nép hajdan csak eledelt kivánt,
Mivelhogy akkor még állat vala;
De az állatból végre ember lett,
S emberhez illik, hogy legyen joga.
Jogot tehát, emberjogot a népnek!
Mert jogtalanság a legrútabb bélyeg
Isten teremtményén, s ki rásüti:
Isten kezét el nem kerűlheti.
S miért vagytok ti kiváltságosok?
Miért a jog csupán tinálatok?
Apáitok megszerzék a hazát,
De rája a nép-izzadás csorog.
Mit ér, csak ekkép szólni: itt a bánya!
Kéz is kell még, mely a földet kihányja,
Amíg föltűnik az arany ere...
S e kéznek nincsen semmi érdeme?
S ti, kik valljátok olyan gőgösen:
Mienk a haza és mienk a jog!
Hazátokkal mit tennétek vajon,
Ha az ellenség ütne rajtatok?...
De ezt kérdeznem! engedelmet kérek,
Majd elfeledtem győri vitézségtek.
Mikor emeltek már emlékszobort
A sok hős lábnak, mely ott úgy futott?
Jogot a népnek, az emberiség
Nagy szent nevében, adjatok jogot,
S a hon nevében egyszersmind, amely
Eldől, ha nem nyer új védoszlopot.
Az alkotmány rózsája a tiétek,
Tövíseit a nép közé vetétek;
Ide a rózsa néhány levelét
S vegyétek vissza a tövis felét!
Még kér a nép, most adjatok neki;
Vagy nem tudjátok: mily szörnyű a nép,
Ha fölkel és nem kér, de vesz, ragad?
Nem hallottátok Dózsa György hirét?
Izzó vastrónon őt elégetétek,
De szellemét a tűz nem égeté meg,
Mert az maga tűz... ugy vigyázzatok:
Ismét pusztíthat e láng rajtatok!
(Pest, 1847. március.)
A program Deák Ferenc által végső formába öntött változatát, a párt júniusi konferenciáján fogadták el, Ellenzéki Nyilatkozat néven.
Ellenzéki nyilatkozat

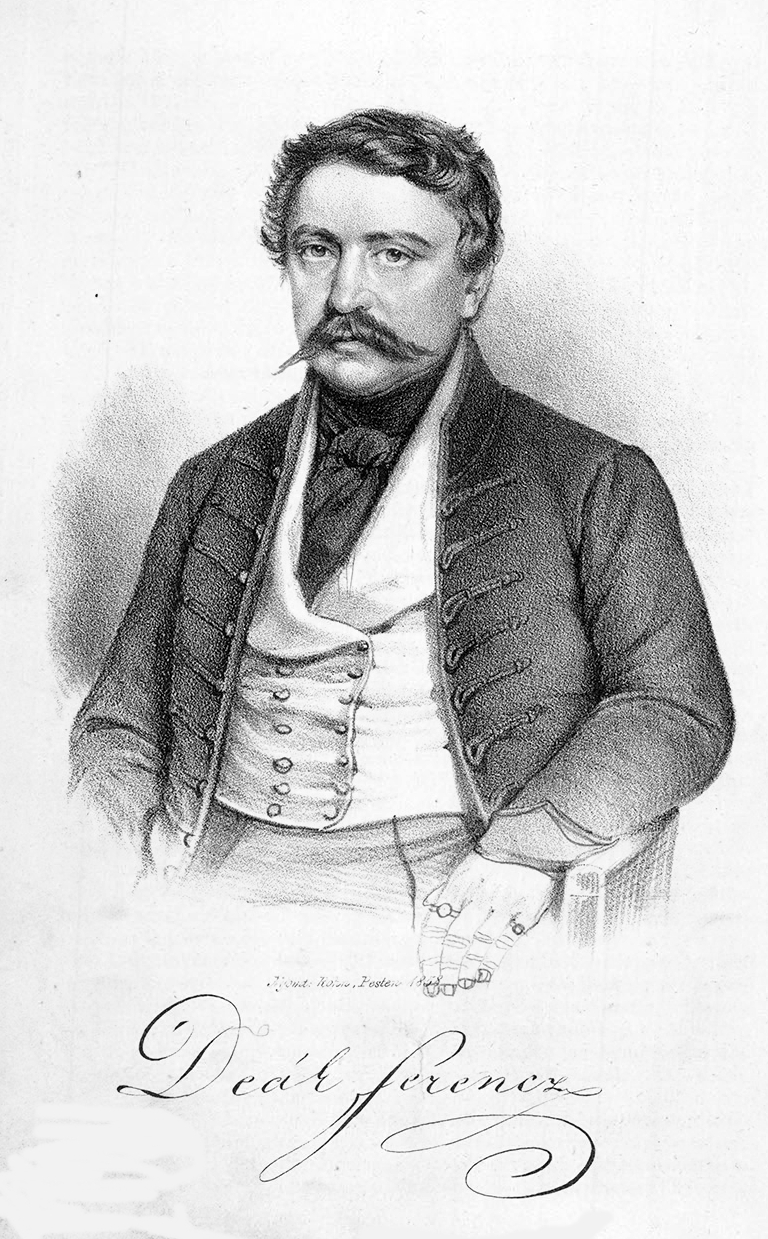
Deák Ferenc

Az ellenzéknek minden alkotmányos országban egyik természetes hivatása a kormány irányában, az ország minden érdekeire nézve, mind jog- és törvényszerűség, mind helyesség és czélszerűség tekintetében, ellenőrködni. Mi tehát, kik magunkat a magyar alkotmányos ellenzék tagjainak valljuk, kinyilatkoztatjuk, hogy jövendőre is az ellenzék feladatául ismerjük, a kormány irányában, úgy egyes tetteire s mulasztásaira, mint összes politikájára nézve, folytonosan ellenőrködni; s kinyilatkoztatjuk, hogy ezen ellenőrség sikerére az alkotmány által nyujtott minden eszközöket törvényszerűséggel s loyalitással használni el vagyunk határozva.
De mi az ellenzést vagy pártolást nem személyekhez, hanem tárgyakhoz és tényekhez kötjük, s a kormánynak csak oly lépéseit fogjuk helyteleníteni, sőt tehetségünk szerint ellenezni, melyek formájokban vagy lényegökben törvényelleniek, vagy következményeikben a haza közérdekeire s az alkotmányos élet fenntartására és kifejlődésére károsak. Hazánk jelen viszonyai között a magyar kormány tényleg nem tisztán parlamentáris, mely eredetére nézve a többségben nyilatkozó nemzeti akarat kifolyása volna, s lételét a többség pártolásától feltételezettnek elismerné. A magyar kormány, alkotmányos törvényeink ellenére, idegenszerű s nem nemzeti befolyás alatt áll, oly befolyás alatt, mely a monarchiának egyéb tartományait absolut hatalommal igazgatván, alkotmányos formáinkat, összes közigazgatási rendszerére nézve is, alkalmatlankodóknak szereti tekinteni, s az alkotmányos életnek nem épen barátja. Ily viszonyok között pedig pártolást vagy ellenzést személyekhez kötni nem szabad.
Folytonos kötelességünknek ismerjük mi ezen ellenőrködést minden körülmények között; jelen helyzetünkben pedig épen polgári bűnnek tartanók, ezen feladat pontos teljesítését bármi részben elmulasztani. Mi a kormánynak sem általános rendszerében, sem eljárása részleteiben nem látunk valamely újabb, de a réginél törvényszerübb, méltányosabb és közérdekeinkre kedvezőbb fordulatot, mely által a nemzetnek biztosítékot nyujtana, hogy ereje is van, de szándéka is ingatlan és elhatározott, fennálló törvényeinket mindenkor és minden részben szorosan megtartani; a törvény rendeletét kivétel nélkül szigoruan végrehajtani; mindenkor és mindenben tisztelni azon korlátokat, miket hatalmának az alkotmány szabott; s a hazának közérdeke felett, melytől a fejedelem valódi érdeke soha el nem választható, nem ismerni más érdeket. Súlyos sérelmeink, melyeket annyiszor felterjeszténk, évek hosszú során keresztül kérve, sürgetve, várva az orvoslást, orvosolatlanok még most is, sőt keserűbbek és súlyosabbak az által, hogy jogszerű kérelmünk annyiszor elhangzott, s e miatt bizodalom és remény már-már enyészni kezdenek. Vannak e sérelmek tömegében oly pontok, melyek fölött osztatlan volt az egész nemzet véleménye, azon férfiakat sem véve ki, kik most a magyar kormány tagjai; és mégsem eszközöl kormányunk orvoslást, sőt komoly és tettekben mutatkozó törekvést sem látunk nála e sérelmekből eredő bajaink kiegyenlítésére. Pedig azon kormány, mely a nemzetnek jogszerű felszólalását figyelembe sem véve, a korábbi sérelmek orvoslását eszközölni még csak nem is igyekszik, s ily módon a törvényellenes állapotot e részben szándékosan fenntartja, épen úgy sérti a törvényt, mint amaz előbbi kormány, mely a sérelmet elsőbben elkövette, s a nemzet ingatlan bizalmára épen úgy nem számíthat, mint amaz.
De régibb sérelmeink orvoslásának káros elmulasztásán felül újabb sérelmeket is látunk mi a kormánynak újabb tetteiben s mulasztásaiban. Nem kell ezeket bővebben fejtegetnünk; több megyék köztanácskozásai, fölterjesztései s körlevelei kifejtették s elsorolták azokat; mi példa gyanánt csak némelyeket fogunk itt megemlíteni.
Az ország legfőbb érdekeinek egyike: territoriális épsége. És mégis a részek visszakapcsolását rendelő 1836: XXI. törvényczikkely végrehajtása több mint tiz év folytán tettlegesen még csak meg sem kezdetett; sőt ezen sérelem a mult országgyűlésen meg nem jelent törvényhatóságok ellen hozott birói itélet végrehajtásának elmulasztásával súlyosbíttatott. A határőrvidékeknek nem magyar törvények szerinti közigazgatása országunk régi sérelme. A váltótörvénykönyv s a vallás tárgyabeli legújabb törvények foganatosításának a határőrvidékeken elmulasztása által a kormány ezen sérelmet is súlyosbította.
Az ország legfőbb érdekeinek másika: a nemzetiség. És mégis az 1840-ki VI. törvényczikkelynek azon rendelete, hogy a magyar nyelv tudása a katonai véghelyeken is gyarapíttassék, végre nem hajtatott; sőt e részben elannyira semmi sem történt, hogy még az utasok s kereskedési árúszállítások is zaklatásoknak vannak kitéve a magyar nyelven szerkesztett uti levelek miatt. Az 1844-ki II. törvényczikkely azon rendelete, hogy az ország határain belőli iskolákban közoktatási nyelv a magyar nyelv legyen, teljesen végrehajtva maiglan sincs; sőt a köziskolákbeli magyar nyelvmivelő társulatok, ámbár az iskolai előljáróságok közvetlen felügyelése által minden elfajulás ellen biztosítva voltak, kormányi rendelet által végkép eltiltattak.
A példák harmadik helyén említjük, hogy ámbár a fennálló alkotmányos institutiók, melyek közjogi garantiáinkat képezik, csak törvényhozás utján volnának módosíthatók, a kormány mégis Horvátországban a tartományi gyűlésnek törvényes gyakorlat szerinti szerkezetét kormányparancs utján megváltoztatta; a megyék alkotmányos consistentiáját pedig újabban megsértette, részint az által, hogy a törvényes főispánok helyett számos megyében helyetteseket nevezett ki, holott már az 1825-ki országgyűlés is határozottan kijelentette, hogy a helyettesek alkalmazása a törvényben kijelölt eseteken kivül helytelen és törvénytelen; részint pedig az által, hogy több megyében a főispánt, mint a megyétől különvált s annak ellenében álló, sőt a megyei hatóság fölébe emelt külön hatóságot kivánja tekintetni; annak egyoldalú előadására határoz, dorgál és fenyeget; az ellene emelt vádakat pedig még vizsgálat alá is csak hosszas halasztgatások után veszi.
Sok egyes esetet hozhatnánk még fel állításunk igazolására; de világos már ezekből is, hogy ellenőrködési kötelességünk teljesítésében épen a jelen körülmények között leginkább szükséges az éber figyelem, gondos óvatosság és csüggedetlen kitűrés. De hazánknak már régen aggasztó helyzetében ügyekeznünk kell azon is, hogy alkotmányos állásunk törvényszerű biztosítékait neveljük s erősítsük. Ily biztosítéknak tekintjük mi a kormány felelősségét, mely az alkotmányos élet természetében fekszik, s mely alapja leend Magyarországban is az oly igen szükséges parlamentáris kormánynak, és a magyar kormányt leginkább megóvja idegenszerű elemek kártékony befolyásától. Ezen felelősséget, mely törvényeinkben sem ismeretlen, s azoknak szellemével oly igen összehangzik, mennél előbb életbe léptetni, leend egyik legfőbb törekvésünk. Az alkotmányos biztosítékokhoz számítjuk s tehetségünk szerint pártolandjuk a nyilvánosságot is s annak a közélet minden ágaiban alkalmazását, valamint a szabad összejöhetést s az egyesülés jogának eredeti, alkotmányos tisztaságában fenntartását. Alkotmányos biztosítéknak tekintjük, s a nemzet további kifejlődésére is szükségesnek látjuk, a czélszerű sajtótörvényekkel körülirt sajtószabadságot is, minél fogva sürgetni fogjuk a törvényen kivül behozott, minden tekintetben annyira káros könyvvizsgálat eltörlését, és a sajtószabadságnak czélszerű törvények mellett megalapítását:
Törvényesnek, méltányosnak s a nemzeti közerő gyarapítására s ez által önállásunk biztosítására fontosnak, sőt szükségesnek tartjuk, hogy Erdély és Magyarország teljesen és jogszerűen egyesíttessenek, s ekkép a két nemzet egymásnak visszaadatván, mind a vérségi kapcsolatnak, mind az ország oly régi közóhajtásának elég tétessék. Szükségesnek látjuk, hogy a honpolgárok minden osztályainak érdekei, a más nyelvű népségek óvatos kiméletével, nemzetiség és alkotmányosság alapján egyesíttessenek. Szükségesnek látjuk, hogy a vallási szabadság kérdései a mult országgyűlési alapon bevégeztessenek.
De nem tekintjük feladatunkat még az által bevégezve, ha a fennemlített ellenőrködési tisztünket teljesítjük, s alkotmányos állásunk biztosítékait, a mondottak szerint, nevelni s erősíteni törekszünk; hanem hivatásunknak ismerjük: minden czélszerű reformok létrehozásán is folyvást iparkodni. Mihez képest határozottan kinyilatkoztatjuk, hogy azon téren továbbra is állhatatosan megmaradunk, melyen hazánkban a közelebb lefolyt évek története az ellenzék nevét a reformpárt nevével ugyanazonosította. Nem igényeljük mi az indítványozási jogot kizárólag az ellenzéknek; de azt sem tartjuk, hogy a haladás kérdéseit csak a kormány, vagy annak pártja indítványozhatja czélszerűen; hanem ezen irányban a kezdeményezést minden honpolgárok közös hivatásának ismerjük. Sőt miután minden hatalomnak természetében fekszik, hogy inkább saját körének tágítására, mint az őt korlátozó alkotmányosság terjesztésére törekedjék, legyen bár azon tiszta szándékból, hogy a nagyobb hatalommal több jót eszközölhessen, s a nemzet boldogítására irányzott terveit könnyebben keresztülvihesse: mi oly indítványokat, melyek az alkotmányos biztosítékok kifejtésére és a nemzet ellenőrködése öregbítésére czéloznának, a kormánytól annál kevésbbé várhatunk, mivel hazánkban, mint említők, a kormány tényleg nem parlamenti, annak tagjait nem a nemzet többségének akarata vagy óhajtása jelöli ki, nem a nemzet bizalmától függ fennállhatása, nem ment az idegen és épen nem nemzeti s nem is alkotmányos elemek befolyásától. Mindezeknél fogva feladatunknak ismerve, indítványozási jogunkkal élni, kötelességünknek tartjuk nyilván s világosan kijelölni azon tárgyak főbbjeit, miknek minél előbbi létrehozását, az idő és helyzetünk körülményei szerint, a hon javára mulhatatlanul szükségesnek hiszszük.
Ezek a következők:
a) A közterhekbeni osztakozás. Mire nézve az eddig egyedül adózott nép terheinek megkönnyítését főbb kötelességünknek ismerjük; az alkotmányos biztosítékokat, ezekre nézve is, mindnyájunk számára gyarapítani törekedendünk; de az ország közszükségeinek eddig el nem látott fedezésénél a czélok országgyűlési meghatározását, számadást és felelősséget föltételül kötjük.
b) A honpolgárok nem nemes osztályainak, mindenek előtt pedig a királyi városoknak és szabad kerületeknek, képviselet alapján, úgy törvényhozási, mint helyhatósági jogokban valóságos részesítése.
c) A törvény előtti egyenlőség.
d) Az urbéri viszonyoknak kármentesítés mellett kötelező törvény általi megszüntetése, mire nézve legkivánatosabbnak véljük, hogy előlépések történjenek, miszerint az örökváltság, a status közbejöttével, országos eszközlésbe vétethessék.

e) Az ősiség eltörlésével a hitel és birtokszerzés biztosítása. Minden előlépést, mely e czélokhoz közelebb vezet, a nélkül, hogy a jövendő kifejlődést megkötné, elfogadunk. Ez irányban fogunk hatni a jövő országgyűlésen, s minden egyebet is, mi az ország szellemi s anyagi kifejlődésére vezet, létesíteni törekedünk, nemzetünk kifejlődésének egyik leghatályosabb emeltyűjét, a köznevelést, igyekezendvén oly irányban vezettetni, hogy hazánkfiai munkás polgárokká képeztessenek, s ez által személyes függetlenségökre is támaszt nyerjenek.
Nem fogunk mi ezen működésünkben soha megfeledkezni azon viszonyokról, melyek közöttünk s az ausztriai örökös tartományok között a pragmatica sanctió értelmében fennállanak; de szorosan ragaszkodunk az 1790-ki X. törvényczikkelyhez is, melynek világos rendeletében az esküvel szentesített fejedelmi szó biztosítja nemzetünket: hogy «Magyarország szabad ország, s egész törvényhozási rendszerében független; tehát semmi más országnak vagy nemzetnek alá nem rendelt». Nem akarjuk mi hazánk érdekeit az összes monarchia egységének s biztos fennállhatásának érdekeivel ellentétbe hozni; de más részről törvénynyel; igazsággal s méltányossággal ellenkezőnek tartjuk, midőn Magyarország érdekei bármely egyes tartományok érdekeinek jogtalanul alárendeltetnek, mint ez az ipar s kereskedési viszonyainkra nézve már hosszú időtől fogva folytonosan történik. Készek vagyunk mi az örökös tartományok érdekeivel netalán ellenkezésben álló magyar érdekeknek igazság és méltányosság alapján lehető kiegyenlítésére kezet nyujtani; de abban soha meg nem egyezünk, hogy az összes kormányzási rendszer egységének, mit némelyek a monarchia egysége gyanánt szeretnek főelvül emlegetni, minden érdekeink, még alkotmányosságunk is, feláldoztassanak. Ezen kormányzási rendszer egységének tekintetéből indult ki akkor a kormány, midőn a mult század utolsó negyedében alkotmányos állásunk helyett anyagi hasznokat igérve, nemzetiségünket s polgári szabadságunkat oly súlyosan megtámadta; ezen kormányzási rendszer egységének lettek hajdan feláldozva az ausztriai örökös tartományok alkotmányos institutiói, és a kormányzás-egységi rendszer az absolutismus alapján fejlődött ki. Pedig az alkotmányosság nekünk oly kincsünk, melyet idegen érdeknek, vagy bármi kecsegtető anyagi haszonnak feláldoznunk nem szabad, s melyet fenntartani, sőt szélesebb és biztosabb alapra állítva, mindinkább szilárdítani, első és legszentebb kötelességünk; s meg vagyunk győződve, hogy ha az ausztriai örökös tartományok régi alkotmányos szabadsága még most is fennállana, vagy ha a kor és igazság kivánata szerint ők is az alkotmányos nemzetek sorába lépnének, s az egész monarchia kormányát mind összes rendszerében, mind egyes részleteiben az alkotmányosság szelleme lengené keresztül: érdekeink s az ő érdekeik, melyek most néha külön váltak, néha talán egymással ellenkezők, könnyebben kiegyenlíthetők lennének, az összes birodalom egyes részeit nagyobb érdekegység, több kölcsönös bizalom kötné össze, és ez által a monarchia szellemi és anyagi erejében gyarapulva, biztosabban daczolhatna az idő s ellenséges körülmények egykor bekövetkezhető viharaival.
Kijelentettük ezek szerint czélunkat s nézeteinket. Czéljaink elérésére az eszközöket a körülmények szerint megválasztani jövendőben is ily összejöveteleket tartandunk. De midőn ekkép irányunk szellemi egységére törekszünk, a törvényhatóságoknak önkörükben szabad mozgását s törvényes önállását féltékenyen őrizni szoros kötelességünknek ismerjük. Károsnak, sőt veszélyesnek tartjuk, ha a kormány, önmaga is párttá alakulva, hatalmának szellemi és anyagi erejét arra használja, hogy a vélemények szabad és független nyilatkozata helyett, mindent előre helyeslő s majdnem feltétlenül hódoló többséget szerezzen; s alkotmányellenesnek nyilatkoztatjuk azon törekvést is, hogy a kormánynak csak azon esetben szolgáljon irányul a többség, ha az egy bizonyos párt nézeteinek s érdekeinek kedvező.
Az Ellenzéki Párt az 1848. márciusi forradalom győzelmével a hatalom birtokosává vált: a Batthyány-kormány elnöke és öt minisztere tartozott a párt tagjai közé. A nyár végéig tartó időszak belpolitikai főszereplői döntően az Ellenzéki Párt soraiból kerültek ki: ők alkották az új kormánypártot és annak ellenzékét is. A törésvonal az országgyűlésen többséget szerző mérsékeltek, és az új minisztériumot hevesen támadó radikálisok között húzódott. Utóbbiak közé tartozott: Teleki László, Nyáry Pál és Madarász László is. 1849-ben a Konzervatív Párt is beolvadt az Ellenzéki Pártba.
A szabadságharc leverése, majd az 1850-es évek passzív ellenállása után, az újjáéledő politikai közéletben a korábbi Ellenzéki Párt több irányzatra szakadt. Míg Deák és Eötvös elfogadta a kiegyezést, sőt, annak legfőbb kivitelezői és magyar részről vezetői voltak, az emigráns Kossuth és hazai hívei ezzel szembehelyezkedtek, és az 1849-ben kihirdetett teljes függetlenség, illetve egyéb követelések maradéktalan teljesítése mellett tettek hitet, a dualizmust pedig elvetették.

## Szakirodalom
- Dezsényi Béla: A Nemzeti Kör a negyvenes évek irodalmi és hírlapi mozgalmaiban. In: Irodalomtörténeti Közlemények. 1953. 163-204.
- Deregnyei (Kossuth Lajos): A magyar politikai pártok értelmezése